# 華みき
華 みき（はな みき、1981年7月23日 - ）は、日本の女優、モデル、環境活動家、ヤンバルクイナ親善大使。東京都出身。文化学園大学現代文化学部国際文化学科卒業。映像・舞台作品に出演する傍ら、自然との共生をテーマにした環境啓発活動も行っている。

## 人物
東京都生まれ。幼少期から自然と接する機会が多く、登山好きの父とともに南アルプスを縦走するなど、自然環境に親しむ経験を積んだ。
10歳のときに祖母と訪れた沖縄の風景と戦争体験を語る人々との交流が、平和教育やのちの沖縄での自然保護への関心につながったと語っている。
大学卒業後、モデルとして芸能活動を始める。俳優としては、橋口亮輔監督の映画『ぐるりのこと。』を観たことを契機に、本格的に演技の道を志す。
2020年以降は、自らの自然体験をもとに芸能活動と並行して自然保護活動を開始。2025年6月オフィシャルファンクラブ「華自然研究所」発足。

### 特技
- 登山（南アルプス3000ｍ峰全山登頂）、ヨガ、ピアノ、コンテンポラリーダンス、中国茶アドバイザー

### 趣味
- 伝統文化探訪、アート鑑賞

## 主な出演作品

### テレビドラマ
- 「初恋Dogs」（2025年、演出：岡本伸吾、ノ・ヨンソプ、伊東祥宏） - レギュラー
- 「お母さんが一緒」（2024年、橋口亮輔監督） - サラ 役
- 「初情事まであと1時間」（2021年、MBS、橋口亮輔監督）第1話「心の容れ物」 - 母 役

### 映画
- 「晴れのち」（2019年、尾崎優一監督） - 宏美役
- 「ピンカートンに会いにいく」（2018年、坂下雄一郎監督）- 間違われる女 役
- 「ゼンタイ」（2014年、橋口亮輔監督） - コンパニオン 役
- 「かぞく喫茶」（2013年、踏江真歩監督） - 笹島陽子 役
- 「深夜裁判」（2012年、篠原哲雄監督） - 秋田みき 役

### 舞台
- 「生田川」（2023年、演出：今井尋也） - 主演・松風 役
- 「ベアトリーチェ・チェンチの肖像」（2017年、演出：田尾下哲） - ルクレツィア 役

### CM
- ヤクルト本社「おしえて！ヤクルトマン」どこで作ってる篇（2025年）
- ピップ「ピップエレキバンMAX200 磁気神様」篇（2019年台湾、2016年）
- Canon「EF CINEMA LENS」（2019年）
- 花王「クリアクリーン」歯ブラシ篇（2016年）
- ポッカサッポロ「じっくりコトコト」小雪の堪能小説篇（2013年）
- KIRIN「一番搾り」シェアオブハピネス篇／ホットスタウト篇（2012年）

### 広告
- ARAUTE GINZA （2023年〜）

### 雑誌
「CLASSY」「MAQUIA」「MORE」「With」「ViVi」「R25」「ESSE」「日経WOMAN」「日経ヘルスプルミエ」他

### ラジオ
- FMやんばる87.7MHz「華のときめきラジオ」（2022年〜） - メインパーソナリティー。毎月第4週に「ヤンバルクイナ最新情報」を放送。
- 沖縄ラジオFM 85.4MHz「華みきのあしびなー」（2021年〜2022年） - メインパーソナリティー

### 書籍
- エイ出版『中国茶の基本』 - 巻頭特集「中国茶アドバイザー華みきと巡る中国茶ショッピング

## 環境活動
2020年以降は、自らの自然体験をもとに芸能活動と並行して自然保護活動を開始。「自然とともにあること〜身近な自然を大切にし、次世代へ美しい自然環境をつなぐ〜」を軸にした創作や表現活動を展開。
また、ヤンバルクイナ親善大使として沖縄県世界自然遺産・やんばるを拠点に希少な動植物の保護啓発活動をしており、FMやんばる87.7MHzで「華のときめきラジオ」のメインパーソナリティーを務めている。

### TV出演など
- CX「ONE hour Sense」♯616（2022年11月20日放送）

テレビ朝日系列の『ONE hour Sense』に出演し、自然の中で中国茶や台湾茶を楽しむという自身の習慣を紹介した。番組内では、阿里山高山茶を用いて野外でお茶を淹れる様子が放映され、自然との穏やかな時間を大切にする姿勢が伝えられた。この出演において、自然保護に関する自身の考えとして、「自然保護活動家が必要のない社会を目指したい」と語り、一人ひとりの自然への関心が保全につながるという考えを示した。

#### 連載
- 「華のゆんたくさんぽ」（2022年〜2023年）

## 映像作品
環境問題を伝えるため、登山や自然体験に裏打ちされた身体感覚と感性を活かし、都市と自然の間に生きる人々の心の揺らぎを描く作品を手掛ける。
- 「If We'd only see -みることができれば-」（2020年）
- 「ハララルデ〜与那国を歩く〜」（2022年）

## 記事
- 朝日新聞SDGs ACTION! 2024/6/17[5]
- 沖縄タイムス　［ひと粋］クイナ保護努めたい　華みきさん　2023/9/27
- 沖縄タイムス　朝刊経済９面　2023/11/8
- 琉球新報　記念イベントや大使任命式を開催　2023/9/26